# Bad Bocklet
Bad Bocklet est une commune de Bavière (Allemagne), située dans l'arrondissement de Bad Kissingen, dans le district de Basse-Franconie.

## Personnalités liées à Bad Bocklet
- Michael Arnold (1824-1877), sculpteur allemand, mort à Bad Bocklet